# Lectotypella kusa
Lectotypella kusa är en insektsart som beskrevs av Irena Dworakowska 1979. Lectotypella kusa ingår i släktet Lectotypella och familjen dvärgstritar.
Artens utbredningsområde är Vietnam. Inga underarter finns listade i Catalogue of Life.